# Roncador (U-Boot)
Die USS Roncador (SS/AGSS/IXSS-301) war ein U-Boot der Balao-Klasse. Das Boot wurde von der US Navy während des Zweiten Weltkriegs und während des Kalten Kriegs eingesetzt. Seit 1946 in der Reserveflotte, diente das U-Boot ab 1960 bis zur Streichung aus dem Flottenregister als stationäres Ausbildungs-U-Boot.
Das U-Boot war das erste Schiff der US Navy, welches den Namen Roncador trug. Der Name ist Teil der wissenschaftlichen Bezeichnung für den Flossenfleck-Umber (Roncador stearnsii).

## Technik und Bewaffnung
Die Roncador war ein diesel-elektrisches Patrouillen-U-Boot der Balao-Klasse. Die Boote der Balao-Klasse wurden gegenüber jenen der vorhergehenden Gato-Klasse nur geringfügig verbessert und waren wie jene für lange offensive Patrouillenfahrten im Pazifik ausgelegt. Insbesondere die Tauchtiefe wurde, basierend auf den Erfahrungen des Krieges gegen Japan, vergrößert und die Aufteilung des Innenraums verbessert. Äußerlich und in ihren Dimensionen glichen sich die Boote beider Klassen weitgehend.

### Technik
Die USS Roncador war 95 Meter lang und 8,3 Meter breit. Ihr Tiefgang betrug maximal 5,1 Meter. Aufgetaucht verdrängte sie 1526 tn. l., getaucht 2424 tn. l. Der Antrieb erfolgte durch vier 9-Zylinder-Diesel-Gegenkolbenmotoren von Fairbanks-Morse, Model 38D8-1/8, die eine Leistung von jeweils 1000 kW erbrachten. Unter Wasser wurde das U-Boot durch vier Elektromotoren mit insgesamt 2740 PS angetrieben, die ihre Energie aus zwei 126-zelligen Akkumulatoren bezogen. Die Motoren gaben ihre Leistung über ein Getriebe an zwei Wellen mit je einer Schraube ab. Die Geschwindigkeit betrug aufgetaucht maximal 20,25 Knoten, getaucht schaffte die Roncador noch 8,75 Knoten. Die maximal mögliche Tauchzeit betrug 48 Stunden, die Konstruktionstauchtiefe lag bei circa 120 Metern. In den Treibstofftanks konnten 440 Kubikmeter Dieselkraftstoff gebunkert werden. Damit betrug ihr Fahrbereich 11.000 Seemeilen bei 10 Knoten.

### Bewaffnung
Die Hauptbewaffnung der USS Roncador bestand aus zehn 533-mm-Torpedorohren, sechs im Bug, vier achtern, für die bis zu 24 Torpedos an Bord genommen werden konnten. Hinter dem Turm war ein 5-Zoll-Deckgeschütz montiert. Auf dem Wintergarten war vorne eine 40-mm-FlaK montiert. Zusätzlich konnten zwei 12,7 mm-Maschinengewehre an diversen Positionen des Bootes montiert und nach Gebrauch wieder im U-Boot verstaut werden. Zur Ortung feindlicher Schiffe verfügte die Roncador über ein JK/QC- und ein QB-Sonar unter dem Bug, an Deck waren JP-Hydrophone installiert. Am ausfahrbaren Elektronikmast war ein SD-Radar mit 20 Seemeilen Aufklärungsreichweite zur Ortung feindlicher Flugzeuge angebracht, zusätzlich verfügte das U-Boot über ein SJ-Oberflächensuchradar mit etwa zwölf Seemeilen Reichweite zur Ortung von Seezielen. Im getauchten Zustand konnte über das am Periskop angebrachte ST-Radar mit acht Seemeilen Reichweite ebenfalls eine Ortung feindlicher Schiffe erfolgen.

## Geschichte
Das U-Boot mit der Nummer SS-301 wurde am 21. April 1943 bei der William Cramp & Sons Shipbuilding Company in Philadelphia auf Kiel gelegt. Am 14. Mai 1944 erfolgte der Stapellauf und die Schiffstaufe auf den Namen USS Roncador. Taufpatin war Mrs. Thomas B. Klakring. Nach einer mehrmonatigen Ausrüstungs- und Seeerprobungszeit wurde die Roncador am 27. März 1945 von der US Navy in Dienst gestellt. Erster Kommandant war Commander Earl R. Crawford.
Die Roncador erlebte während des Zweiten Weltkrieges keinen Kampfeinsatz. Stattdessen operierte sie bis Kriegsende an der Ostküste der Vereinigten Staaten und in der Karibik. Neben Ausbildungsfahrten nahm sie während dieser Zeit auch an der Erforschung und Erprobung von Maßnahmen zur U-Boot-Bekämpfung teil.
Nach einem Kurzeinsatz im Pazifik erfolgte schließlich die Außerdienststellung. Bis zur Streichung aus dem Flottenregister verblieb das U-Boot in der Reserveflotte. Zunächst war sie von 1946 bis 1960 in Mare Island eingemottet. Zwischen Februar 1960 und 1. Dezember 1971 diente die Roncador als Ausbildungs-U-Boot (AGSS-301) für Reservisten des 11th Naval District.

## Verbleib
Nach der Streichung aus dem Flottenregister sollte das nun als IXSS-301 registrierte U-Boot zunächst als Museumsschiff konserviert werden. Stattdessen wurde die Roncador 1976 verkauft und in der Folgezeit zerlegt. Der Turm blieb erhalten und war zunächst im Marinemuseum in Washington, D.C. ausgestellt. Später wurde der Turm nach San Diego, Kalifornien, transportiert, wo er seither als Denkmal auf dem U-Boot-Stützpunkt Point Loma erhalten ist und gelegentlich als Ort für feierliche Zeremonien genutzt wird.